# Smartcard
Een smartcard is een chipkaart die wordt gebruikt voor het decoderen van radio- en televisie-uitzendingen.

## Geschiedenis
Vanouds kan een draadloze uitzending worden ontvangen door iedereen die zich binnen bereik van de zender bevindt.
Er is daardoor geen mogelijkheid om het gebruik te beperken tot degenen die ervoor betalen, afgezien van de omroepbijdrage.
Iets meer mogelijkheden zijn er bij de abonnees van analoge kabeltelevisie via een coaxkabel.
Men kan deze abonnees afsluiten door de verbinding te verbreken en men kan ze een beperkt zenderpakket aanbieden door in de aansluiting een filter te plaatsen.
Deze werkzaamheden worden bij de abonnee thuis (of in het aansluitkastje op straat) verricht en zijn daardoor tamelijk kostbaar.
Vaak komt het dan ook voor dat een abonnee nog maanden van de ontvangst kan genieten nadat hij het abonnement heeft opgezegd.

## Digitaal

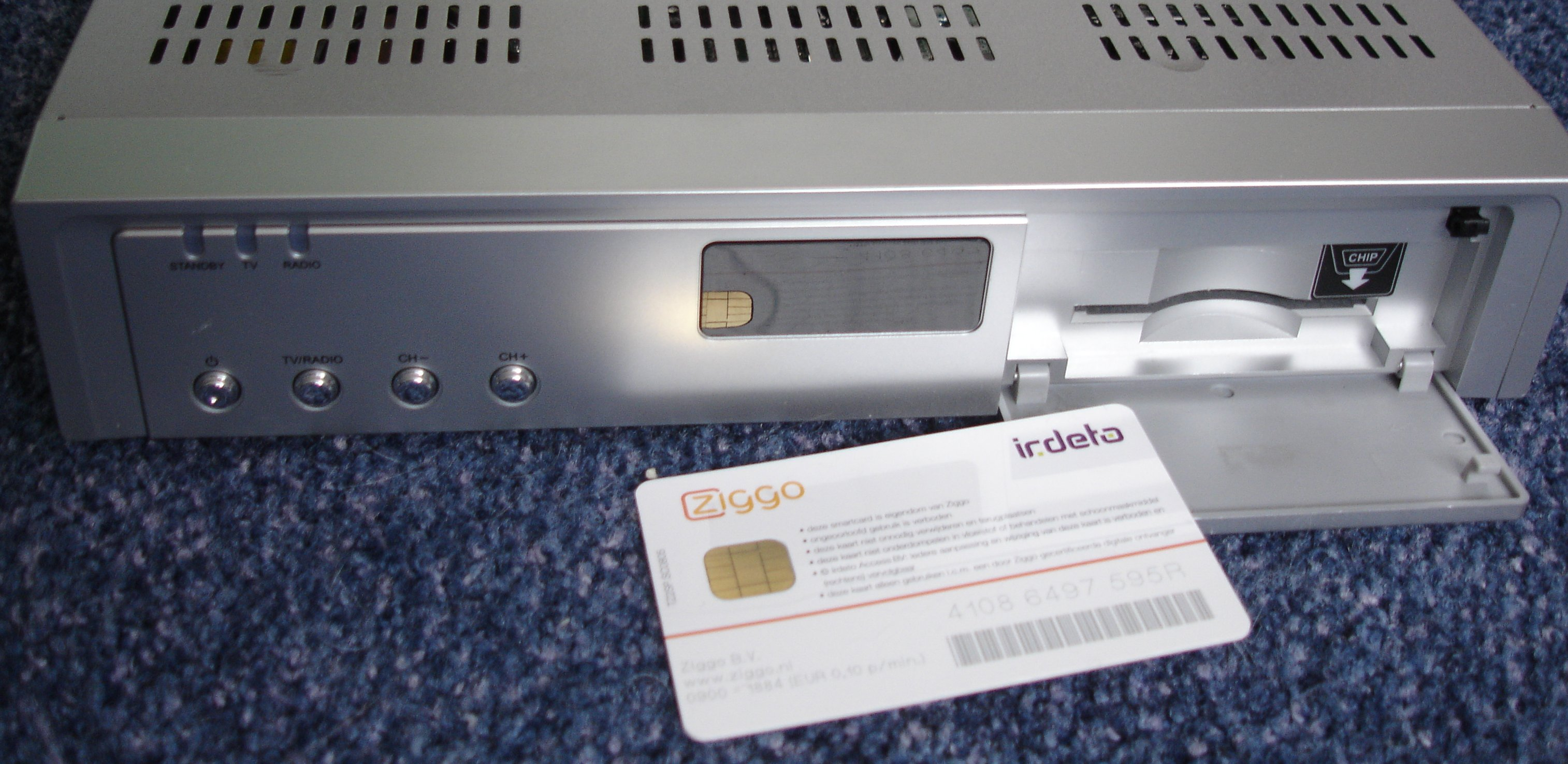
De smartcard wordt in de gleuf rechts gestoken, waarna het klepje gesloten wordt.

Digitale ontvangst geeft meer mogelijkheden.
Er zijn drie vormen van digitale ontvangst:
1. DVB-T, draadloos over de aarde. Hiervoor is een kleine kamerantenne nodig,
2. DVB-S, draadloos vanaf de satelliet, met een schotelantenne.
3. DVB-C, via een kabel (coaxkabel, telefoonkabel of glasvezel).

Bij de abonnee wordt een ontvanger, decoder of settopbox geplaatst.
Hierin wordt de smartcard geschoven, meestal door een gleuf aan de voorzijde.
Op de ontvanger worden een televisietoestel en/of een audioversterker aangesloten.
De smartcard bevat de codes die nodig zijn om de uitzendingen te decoderen.
De aanbieder van de programma's zendt geregeld activeringscodes uit om de smartcards van de betalende abonnees te activeren.
Aangezien elke smartcard uniek is en een eigen nummer heeft, kan de aanbieder per smartcard beslissen welke zenders er ontvangen mogen worden.
Een geactiveerde smartcard blijft twee à drie weken bruikbaar en moet dan ook opnieuw geactiveerd worden voordat die tijd verstreken is.
De ontvanger moet ingeschakeld zijn op het moment dat de activeringscode ontvangen wordt.
De abonnee weet echter niet wanneer dat gebeurt. 
Is de ontvanger enige tijd uitgeschakeld geweest, dan kan het gebeuren dat de activering ongeldig is geworden.
Door naar de aanbieder te bellen zal de activeringscode opnieuw (binnen enkele minuten) verzonden worden. 
Soms kan een nieuwe smartcard het volledige zenderpakket decoderen.
Enige tijd later, twee à drie weken nadat de kaart voor het eerst werd gebruikt, weigert de kaart dienst.

## Pakketten
De aanbieders bieden voor verschillende prijzen verschillende pakketten aan.
Bij een aansluiting op de kabel is vaak een basispakket begrepen in de kosten van de aansluiting.
Toch moet ook hier de smartcard geactiveerd worden, zodat het niet nodig is de verbinding fysiek te verbreken als het abonnement wordt opgezegd.
Bij bijbetaling krijgt de abonnee de beschikking over meer stations, zoals:
- Televisie
  - sport
  - speelfilms zonder reclame
  - erotiek
  - buitenlandse stations
- Radio
  - Non-stop muziekprogramma's

Bij Digitenne worden erotische zenders op verzoek afgesloten, zonder prijsvermindering.